# Norton (Ohio)
Norton es una ciudad ubicada en el condado de Summit en el estado estadounidense de Ohio. En el Censo de 2010 tenía una población de 12085 habitantes y una densidad poblacional de 227,73 personas por km².

## Geografía
Norton se encuentra ubicada en las coordenadas 41°1′44″N 81°38′44″O / 41.02889, -81.64556. Según la Oficina del Censo de los Estados Unidos, Norton tiene una superficie total de 53.07 km², de la cual 52.22 km² corresponden a tierra firme y (1.6%) 0.85 km² es agua.

## Demografía
Según el censo de 2010, había 12085 personas residiendo en Norton. La densidad de población era de 227,73 hab./km². De los 12085 habitantes, Norton estaba compuesto por el 96.22% blancos, el 1.72% eran afroamericanos, el 0.17% eran amerindios, el 0.75% eran asiáticos, el 0.07% eran isleños del Pacífico, el 0.09% eran de otras razas y el 0.98% pertenecían a dos o más razas. Del total de la población el 0.94% eran hispanos o latinos de cualquier raza.